# Middle River (Minnesota)
Middle River es una ciudad ubicada en el condado de Marshall en el estado estadounidense de Minnesota. En el Censo de 2010 tenía una población de 303 habitantes y una densidad poblacional de 244,24 personas por km².

## Geografía
Middle River se encuentra ubicada en las coordenadas 48°26′6″N 96°9′42″O / 48.43500, -96.16167. Según la Oficina del Censo de los Estados Unidos, Middle River tiene una superficie total de 1.24 km², de la cual 1.24 km² corresponden a tierra firme y (0%) 0 km² es agua.

## Demografía
Según el censo de 2010, había 303 personas residiendo en Middle River. La densidad de población era de 244,24 hab./km². De los 303 habitantes, Middle River estaba compuesto por el 96.7% blancos, el 0.99% eran afroamericanos, el 1.32% eran amerindios, el 0.33% eran asiáticos, el 0% eran isleños del Pacífico, el 0% eran de otras razas y el 0.66% pertenecían a dos o más razas. Del total de la población el 0.99% eran hispanos o latinos de cualquier raza.